# Distribución complementaria
En lingüística se denomina distribución complementaria a la relación entre dos elementos en la cual uno de los elementos no se encuentra cuando aparece el otro.
En fonología se refiere a dos sonidos que presenten similitud fonética, de manera que dado un contexto, uno puede aparecer pero el otro no. Cuando se da similitud fonética y distribución complementaria, se tratan de alófonos del mismo fonema (el representante del fonema se suele elegir dependiendo de varios factores, como el número de contextos en que aparece un sonido con respecto a los demás).
En español se dan varios casos de distribución complementaria, como el sonido [ŋ] (consonante nasal que se velariza ante consonante velar, como en aunque), el cual sólo puede aparecer ante una consonante velar (en cambio el sonido [n] no puede aparecer en esa posición). Por lo tanto, [ŋ] es un alófono de /n/.
También los sonidos [b] (oclusivo) y [β] (fricativo) se encuentran en castellano en distribución complementaria.
|     | #__ | m__ | V__C | V__V | __# |
| [b] | Sí  | Sí  | No   | No   | No  |
| [β] | No  | No  | Sí   | Sí   | Sí  |

En este caso, donde aparece [β] no aparece [b] y viceversa. Dada la similitud fonética (sólo cambia el rasgo [+continuo] de [β]), ambos están en distribución complementaria, y son alófonos del mismo fonema.
Otro ejemplo se da en inglés, donde la aspiración de los fonemas /p/, /t/ y /k/ en posición acentuada desaparece si los precede la fricativa alveolar sorda /s/.